# ژنگ‌ژوو

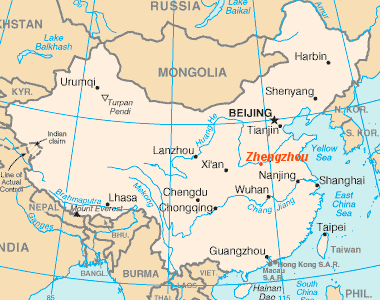
ژنگژو در استان هه‌نان در شرق چین قرار گرفته‌است.

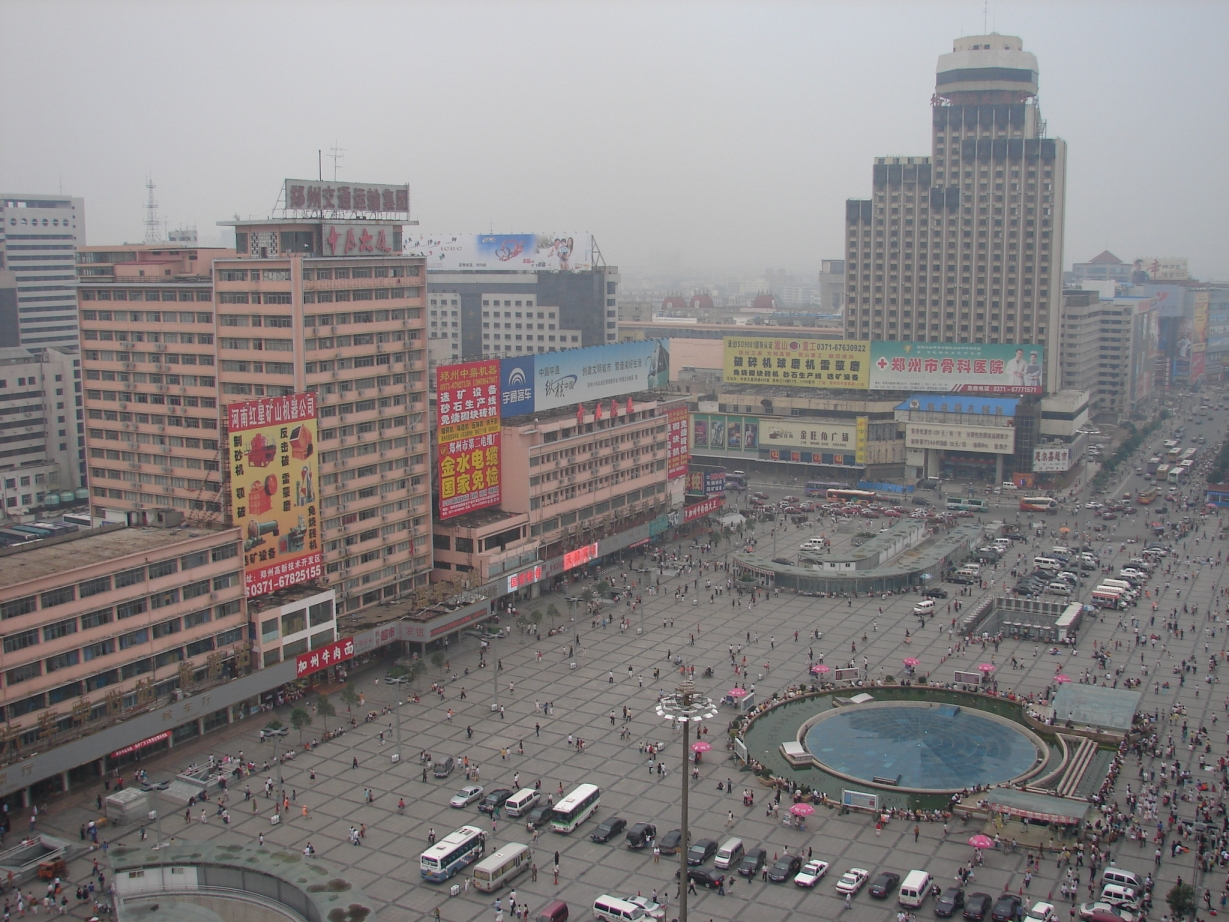
ژنگژو.

ژِنگژو (به چینی: 鄭州 به انگلیسی: Zhengzhou) یکی از شهرهای کشور جمهوری خلق چین است. نام رسمی این شهر، ژنگ شیان Zhengxian است. جمعیت آن در سال ۲۰۰۸ میلادی برابر ۲٬۰۰۷٬۰۳۷ نفر تخمین زده شده‌است. جمعیت آن با حومه بیش از هفت میلیون و پانصد هزار نفر است.
ژنگ‌ژوو مرکز استان هه‌نان در شرق چین است.

## نگارخانه

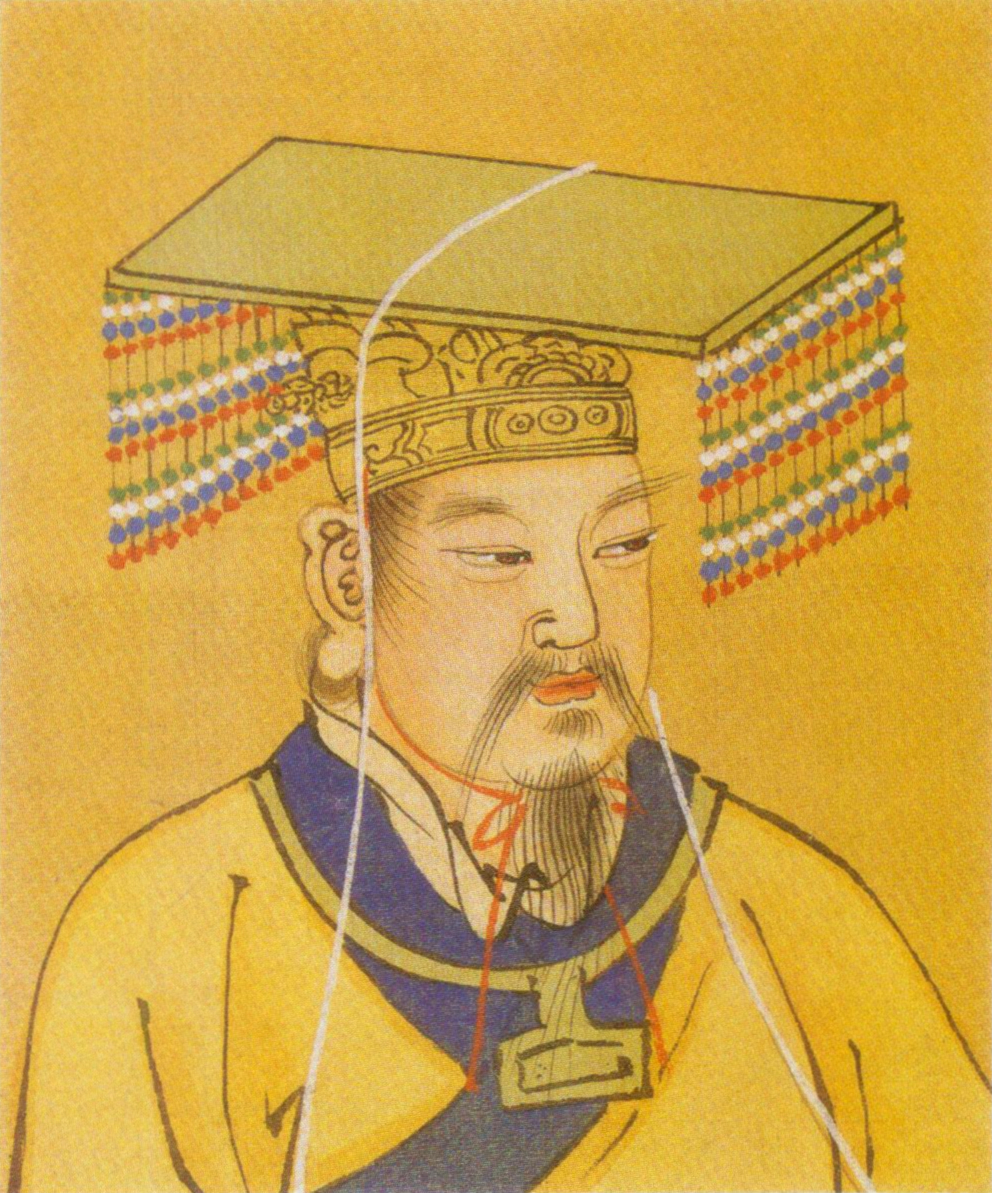
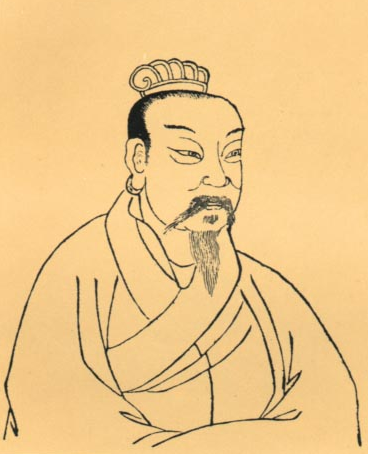
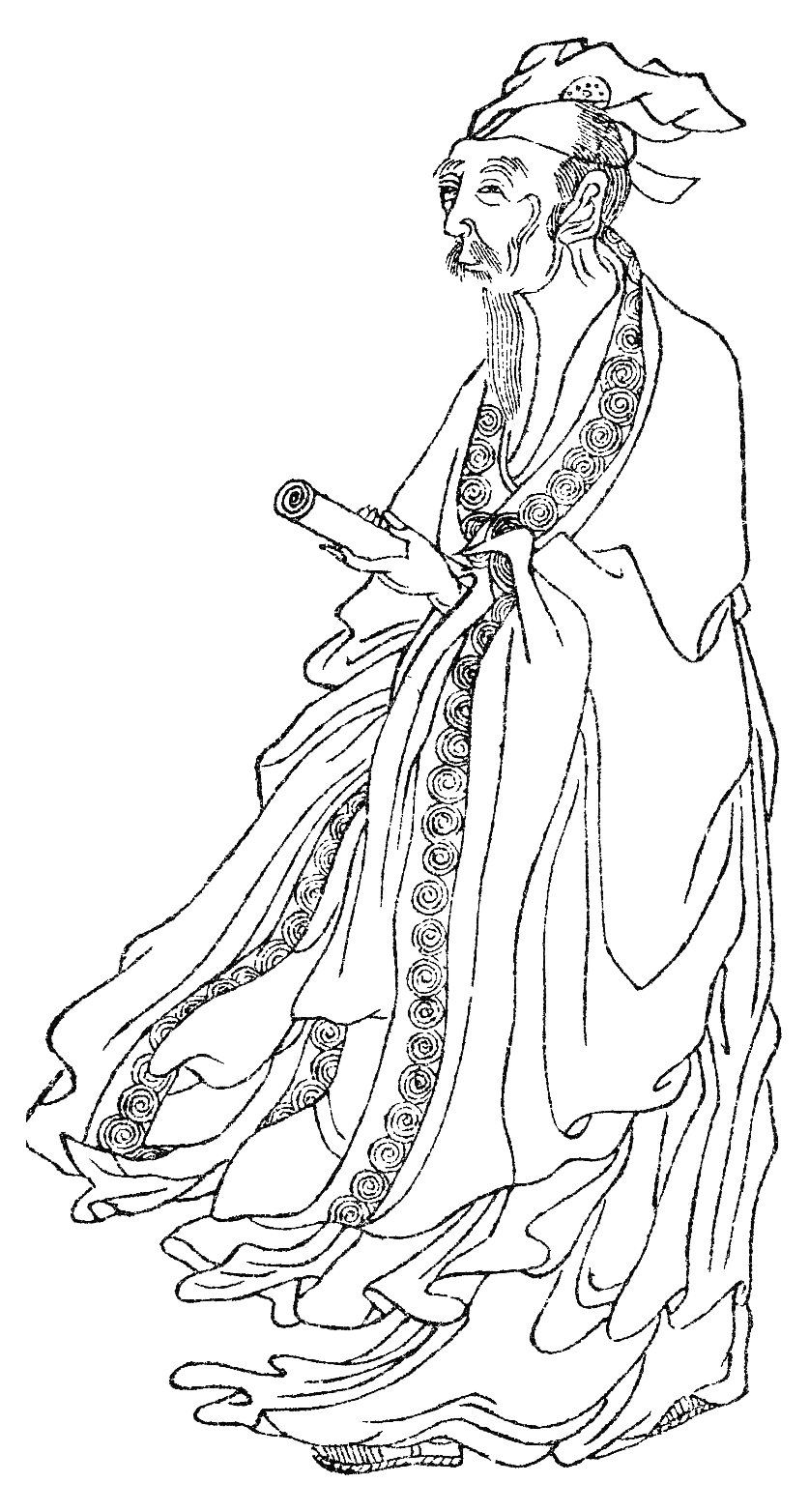
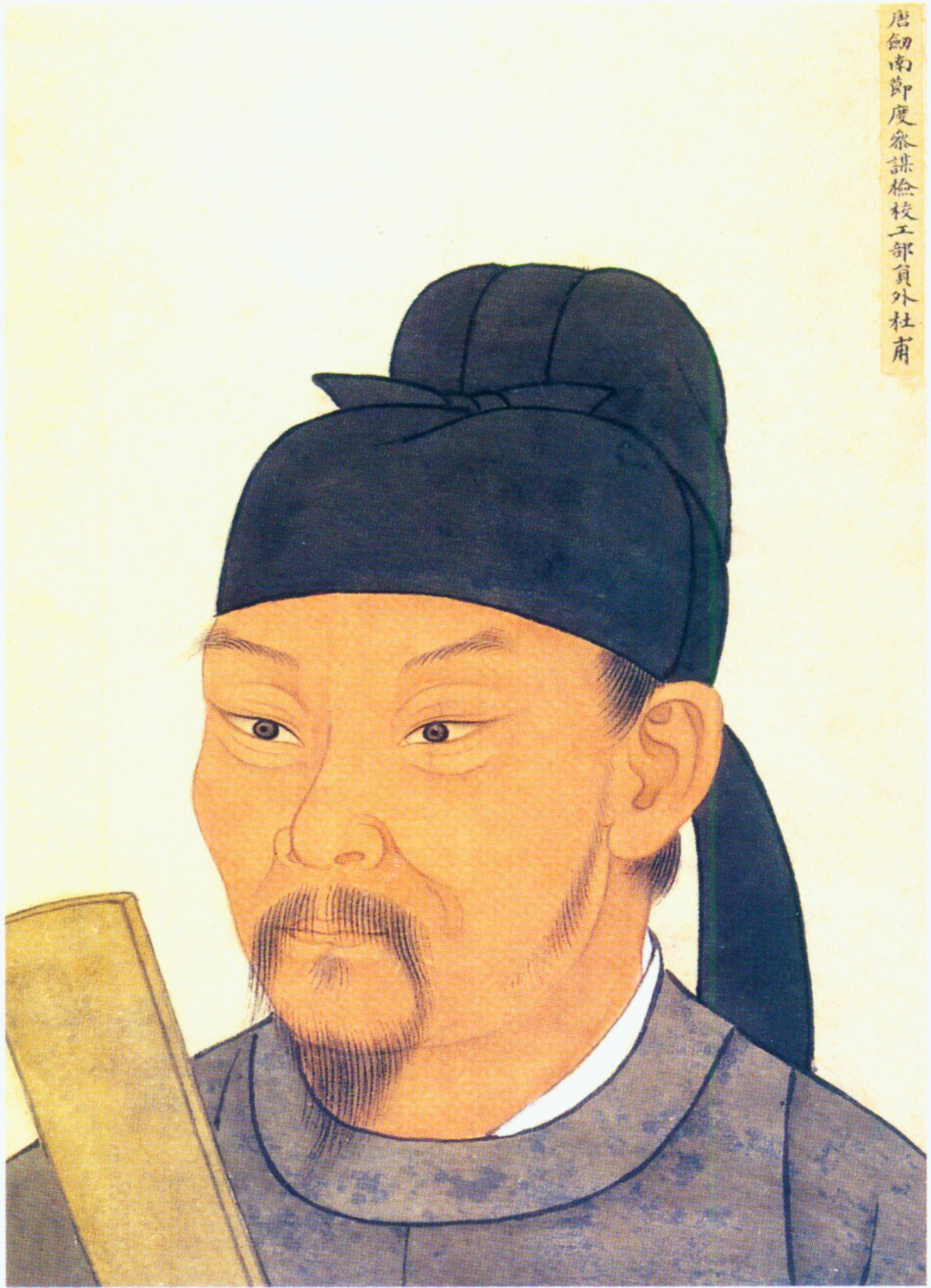
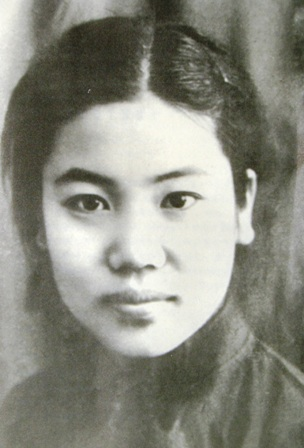